# Северен казуар
Северният казуар, още оранжевошиест казуар (Casuarius unappendiculatus) е вид птица от семейство Казуарови (Casuariidae). Видът е световно застрашен, със статут Уязвим.

## Разпространение
Разпространен е в Индонезия и Папуа-Нова Гвинея.